# Dysderina straba
Dysderina straba är en spindelart som beskrevs av Fage 1936. Dysderina straba ingår i släktet Dysderina och familjen dansspindlar.
Artens utbredningsområde är Kenya. Inga underarter finns listade i Catalogue of Life.